# Bahnhof Lüdenscheid-Brügge

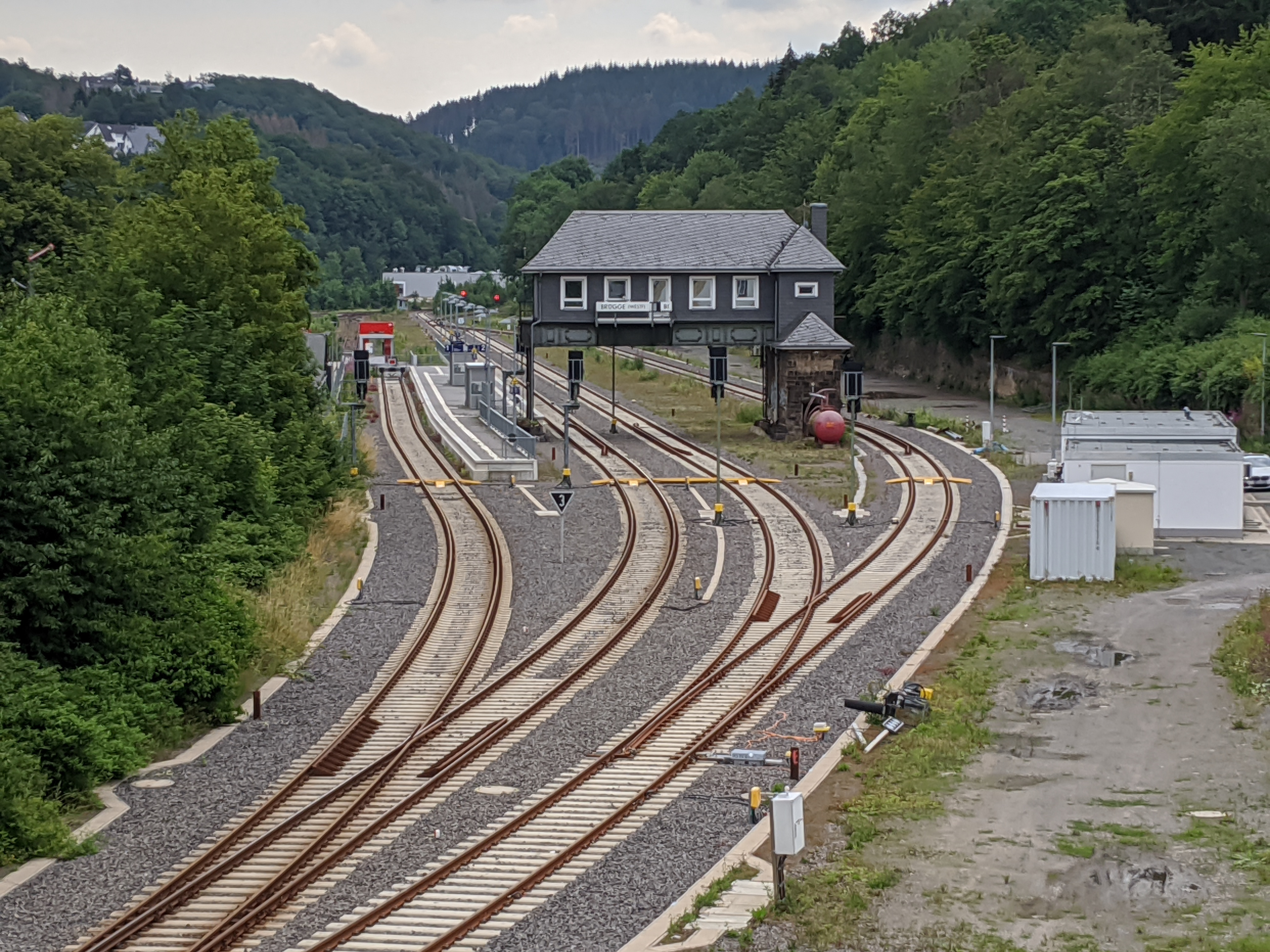
Bahnhof Lüdenscheid-Brügge 2020

Der Bahnhof Lüdenscheid-Brügge ist ein Bahnhof an dem die Bahnstrecke Brügge–Lüdenscheid von der Volmetalbahn Hagen–Dieringhausen abzweigt. Der Bahnhof liegt am Rande des Lüdenscheider Ortsteils Brügge. Überregional bekannt ist das Brückenstellwerk des Bahnhofs.

## Geschichte
Die Volmetalbahn von Hagen nach Dieringhausen wurde zwischen 1871 und 1893 eröffnet. Am 6. September 1874 war Betriebsaufnahme des Bahnhofs in Brügge als vorläufigem Endpunkt. Am 15. Juli 1880 wurde der Abzweig nach Lüdenscheid in Betrieb genommen. Am 15. Oktober des gleichen Jahres ging es weiter nach Oberbrügge, zunächst nur für den Güterverkehr. Mit der Verlängerung nach Meinerzhagen am 1. Juli 1892 wurde auch der Personenverkehr aufgenommen. Am 1. Juli 1910 ging die Verbindung zwischen Oberbrügge und Wipperfürth zur Wuppertalbahn in Betrieb, die zusätzlichen Verkehr nach Brügge brachte. 1913 wurde die Strecke zwischen Hagen und Brügge zweigleisig ausgebaut.
Rund um das Bahnhofsgelände entstanden zahlreiche Wohnungen für die Eisenbahner, da Brügge (Westfalen) eine hohe Bedeutung im Bahnverkehr hatte und viele Einwohner im Bahnhofsbetrieb beschäftigt wurden.
Die Bahnhofsanlagen wurden ständig erweitert, 1927 wurde ein großes Empfangsgebäude neu erbaut und auch das heute noch vorhandene Brückenstellwerk entstand.
Nach 1945 verloren die Bahnstrecken rund um Brügge an Bedeutung, die Volmetal wurde auf eingleisigen Betrieb zurückgebaut. 1990 wurde der Bahnhof Brügge als Dienststelle aufgelöst. Der Personenverkehr wurde von den bisherigen Inselbahnsteigen an einen neuen Bahnsteig auf der Nordseite verlegt, die Bahnsteige und der unterirdische Zugang wurden aufgegeben.
Im Jahr 2009 wurde das ehemalige, im Neoklassizismus gestaltete Empfangsgebäude wegen Einsturzgefahr abgerissen, da in den letzten Jahren keine Sanierung des alten Gebäudes stattgefunden hatte.
Die Fassade und das Dach des 1927 als Schieferhaus errichteten alten Eisenbahnbrückenstellwerkes am Brügger Bahnhof wurden 2012 saniert. Damit erhielt das prägende Gebäude des einstigen Eisenbahnknotenpunktes eine Auffrischung.
Für die Wiederaufnahme des Personenverkehrs zwischen Meinerzhagen und Brügge wurde der bis dato nur 80 Meter lange Hausbahnsteig durch einen 120 Meter langen Zungenbahnsteig ersetzt, an dem die Züge etwas versetzt parallel zueinander halten. Damit wird sowohl ein kurzer Umsteigeweg in der Relation Hagen–Gummersbach als auch ein höhengleicher Zugang zum Bahnhofsvorplatz geboten. Die Reaktivierung im Personenverkehr zwischen Brügge und Meinerzhagen erfolgte im Dezember 2017.

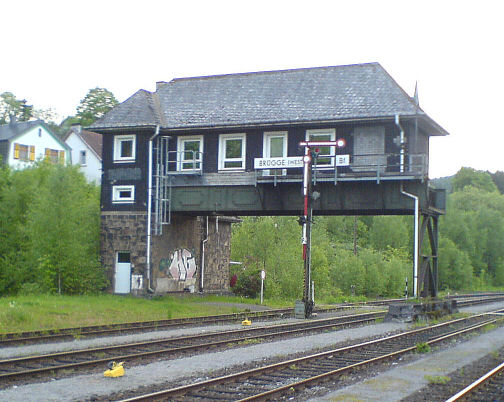
Brückenstellwerk Brügge (Denkmal)

Die letzten Formsignale in Brügge gingen am 16. Dezember 2016, das Brückenstellwerk in der Nacht vom 18. auf den 19. Dezember 2016 außer Betrieb. Gleichzeitig ist das elektronische Stellwerk (ESTW) in einem neuen Zweckbau im Norden des Bahnhofes in Betrieb genommen worden. Von hier wird der gesamte Bahnverkehr auf Volme-, Agger- und Listertalbahn gesteuert. Gebäude und Technik des alten Brückenstellwerkes stehen seit Sommer 2016 unter Denkmalschutz.
Zum 10. Dezember 2017 wurde der Bahnhof in „Lüdenscheid-Brügge“ umbenannt. Auf den Schildern am Bahnsteig steht seit Dezember 2016 Lüdenscheid Brügge (Westf.).

## Bahnbetriebswerk
Aus einem einständigen Lokschuppen war mit den Jahren ein vierständiger Rechteckschuppen geworden. 1914 wurde das Bahnbetriebswerk (Bw) ausgebaut, es entstand am südöstlichen Bahnhofsende ein 13-ständiger Ringlokschuppen mit Wasserturm und Nebengebäuden.
Bis zu 24 Lokomotiven waren hier stationiert, vor allem die Baureihen 57.10–35, 93.5–12 und 94.5–17. 1955 wurde das Betriebswerk eine Außenstelle des Betriebswerks Hagen Güterbahnhof. Die Anlagen blieben teilweise bis in die 1980er Jahre erhalten. Für die Steilstrecke nach Lüdenscheid waren von 1929 bis 1936 auch drei 96.0 hier stationiert, die allerdings dem Oberbau nicht zuträglich waren.

## Bedienung

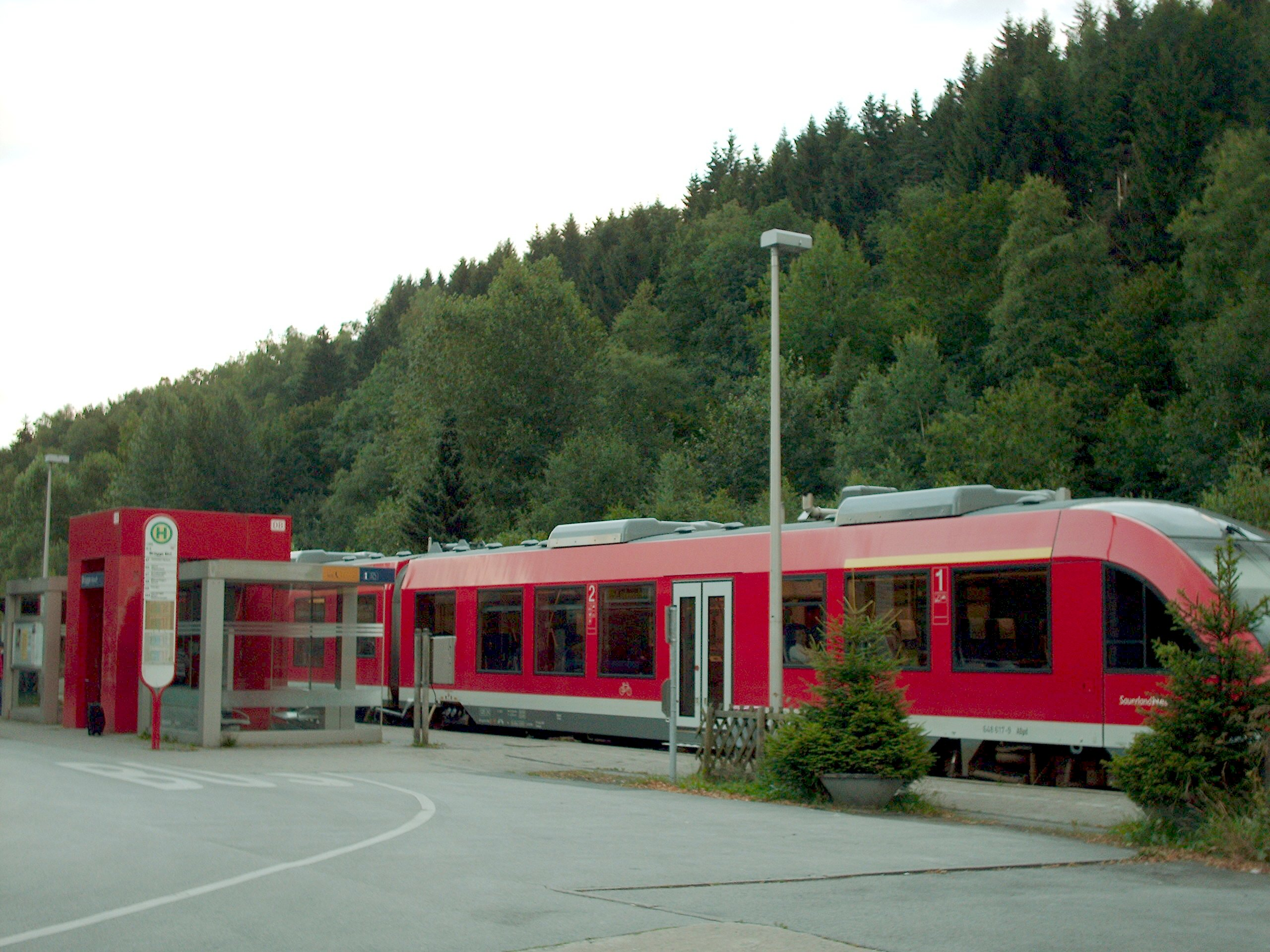
RB 52 in Brügge (Westfalen) (vor Umbau)

Bahnsteig und Bushaltestelle

Bis 1986 existierte eine direkte Verbindung im Personenverkehr nach Köln, danach wurde der Personenverkehr zwischen Brügge und Marienheide eingestellt. Der Abschnitt von Meinerzhagen nach Brügge wurde im Dezember 2017 reaktiviert und als Verlängerung der RB 25 nach Köln bedient.

### Zugverkehr

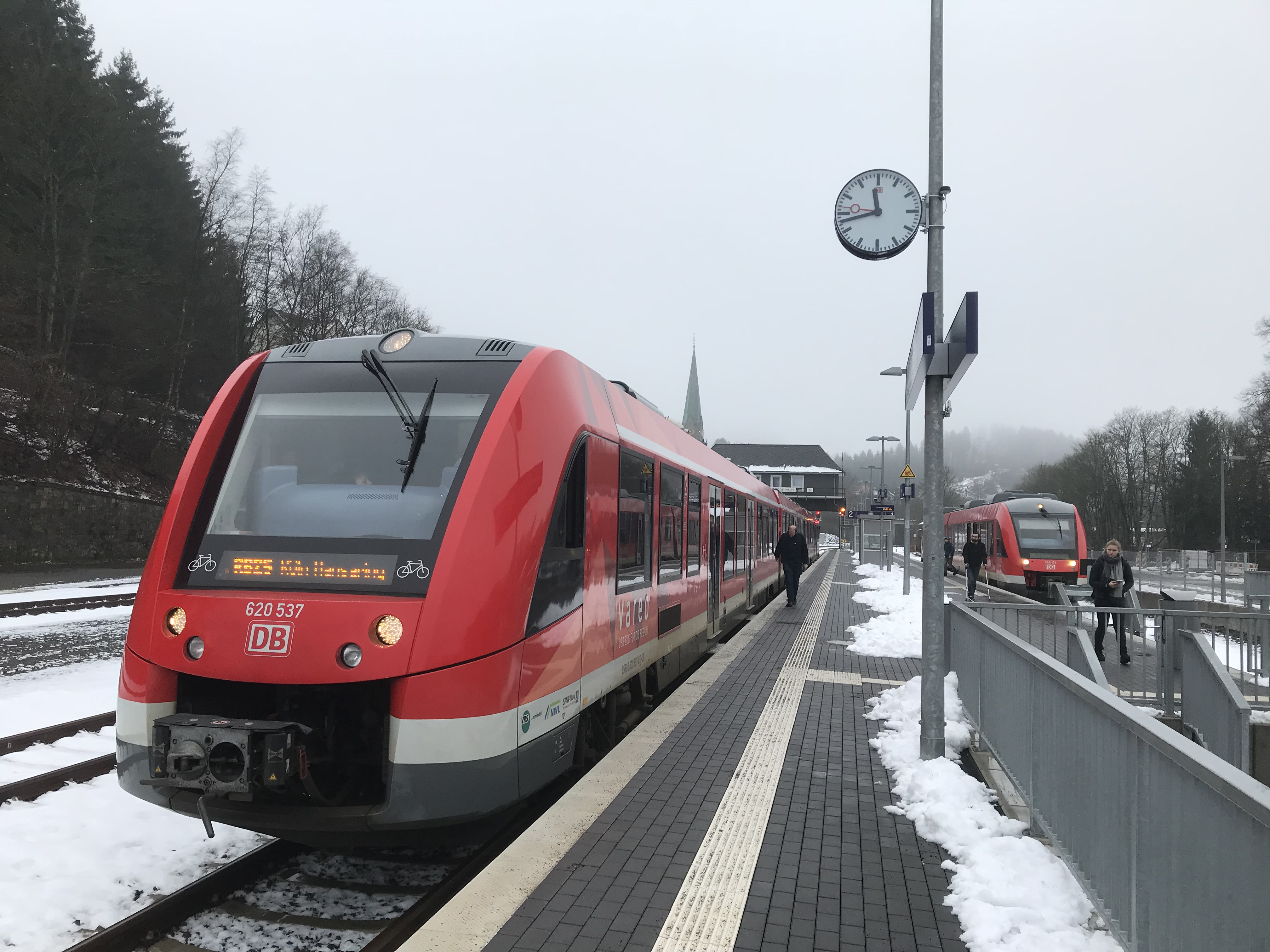
Zugkreuzung von RB 25 und RB 52

Im Schienenpersonennahverkehr wird der Bahnhof von zwei Regionalbahnlinien angefahren:
| Linie | Streckenverlauf | Takt   |
| ----- | --- | ------ |
| RB 25 | Oberbergische Bahn: Köln Hansaring – Köln Hbf – Köln Messe/Deutz – Köln Trimbornstraße – Köln Frankfurter Straße – Rösrath-Stümpen – Rösrath – Hoffnungsthal – Lohmar-Honrath – Overath – Engelskirchen – Ründeroth – Gummersbach-Dieringhausen – Gummersbach – Marienheide – Meinerzhagen – Kierspe – Halver-Oberbrügge – Lüdenscheid-Brügge – Lüdenscheid Stand: Fahrplanwechsel Dezember 2023 | 60 min |
| RB 52 | Volmetal-Bahn: Dortmund Hbf – Dortmund Signal-Iduna-Park – Dortmund Tierpark – Dortmund-Kirchhörde – Dortmund-Löttringhausen – Wittbräucke – Herdecke – Hagen Hbf – Hagen-Oberhagen – Dahl – Rummenohl – Dahlerbrück – Schalksmühle – Lüdenscheid-Brügge – Lüdenscheid Stand: April 2024 | 60 min |

Die Züge der RB52 halten auf dem Stumpfgleis (Gleis 1) und wechseln dort die Fahrtrichtung. Die Züge der RB25 halten auf dem Durchgangsgleis 2 am selben Bahnsteig. In jeder Richtung besteht Umsteigemöglichkeit zwischen RB25 und RB52 zur Weiterfahrt entlang der Volmebahn nach nur 3 Minuten.

### Busverkehr
Eine Anbindung an den Busverkehr der MVG (Märkischen Verkehrsgesellschaft) und der BRS (Busverkehr Ruhr-Sieg) erfolgt durch die folgenden sieben Buslinien:
| Linie | Linienverlauf | Takt [min] (Mo–Fr) | Takt [min] (Sa) | Takt [min] (So) |
| ----- | --- | ------------------ | --------------- | --------------- |
| 47    | Lüdenscheid, Eichholz – Lüdenscheid, Sauerfeld ZOB – Lüdenscheid, Bahnhof – Lüdenscheid, Brügge Bahnhof – Lüdenscheid, Wahrder Weg – Halver, Ostendorf Schule | 30 / 60            | 30 / 60         | 60              |
| 55    | Lüdenscheid, Kulturhaus – Lüdenscheid, Sauerfeld ZOB – Lüdenscheid, Talstraße – Lüdenscheid, Brügge Bahnhof – Halver, Sparkasse ZOB – Wipperfürth, Busbahnhof | kein Takt          | kein Verkehr    | kein Verkehr    |
| 56    | Lüdenscheid, Ahelle – Lüdenscheid, Brügge Bahnhof – Halver, Ostendorf Schule – Lüdenscheid, Brügge Schule – Lüdenscheid, Wehberg Wendestelle                  | kein Takt          | kein Verkehr    | kein Verkehr    |
| 57    | Lüdenscheid, Brügge Bahnhof – Schalksmühle, Strücken – Schalksmühle, Rathausplatz – Schalksmühle, Mitte – Schalksmühle, Dahlerbrück – Hagen, Rummenohl Mitte  | kein Takt          | kein Verkehr    | kein Verkehr    |
| 58    | Lüdenscheid, Kulturhaus – Lüdenscheid, Sauerfeld ZOB – Lüdenscheid, Talstraße – Lüdenscheid, Brügge Bahnhof – Kierspe, ZOB – Meinerzhagen, Bahnhof / ZOB      | kein Takt          | kein Verkehr    | kein Verkehr    |
| 134   | Lüdenscheid, Kulturhaus – Lüdenscheid, Sauerfeld ZOB – Lüdenscheid, Bahnhof – Lüdenscheid, Brügge Bahnhof – Halver, Sparkasse ZOB – Radevormwald, Busbahnhof  | 30 / 60            | 60              | 60              |

### Güterverkehr
Der Güterverkehr in Brügge beschränkt sich auf die von der Strecke nach Krummenerl kommenden Güterzüge des dortigen Steinbruchs, die auf der Volmetalbahn durch Brügge nach Norden weiterfahren.
Am 9. Dezember 2020 wurde die Verladerampe im Bahnhof wieder in Betrieb genommen. Sie wird für Holztransporte genutzt.

## Bahnhofsgelände
Mit dem Bebauungsplans Brügge-West wurde das Gebiet um das abgerissene Empfangsgebäude überplant. Neben dem Feuerwehrhaus Brügge wurden die neue Erschließungsstraße „Am Brügger Bahnhof“, die ÖPNV-Verknüpfungsstelle sowie Flächen für Park and ride, Bike and ride und Kiss and ride gebaut. 2014 wurde das neue Feuerwehrhaus der Feuerwehr Lüdenscheid fertiggestellt.
Die Bahnfläche Brügge Ost wurde Anfang 2014 an einen europaweit tätigen niederländischen Investor verkauft. Der niederländische Investor hat auf dem Gelände einen Vollsortimenter und zwei kleinere Fachmärkte errichten. Mit dem Erwerb der Fläche verbunden war auch der Neubau der Brücke, die vom Kreuzungsbereich Tal- und Volmestraße das Gelände erschließt und die vorherige wegen Baufälligkeit gesperrte Brücke ersetzt. Die vorher auf dem Gelände ansässigen Geschäfte mussten das Areal verlassen und eine Altlastensanierung stattfinden.